# Lukas Haas
Lukas Daniel Haas (West Hollywood, 16 de abril de 1976) é um ator norte-americano, conhecido por seus papeis tanto infantis como adultos. Tornou-se conhecido mundialmente aos oito anos, com seu papel de menino amish em A Testemunha, com Harrison Ford, em 1985.
A sua carreira já dura há mais de vinte anos, tendo aparecido em mais trinta filmes, bem como em diversos programas de televisão e peças teatrais. Atuou no filme "A Garota da Capa Vermelha" em 2011, e em dois filmes com Leonardo DiCaprio, A Origem (2010) e O Regresso (2015). Ele também fez participação no clipe do My Chemical Romance, Welcome to the Black Parade, em 2006. Haas é também músico.

## Lucas/Lukas
Em Fevereiro de 2010, foi anunciada a sua colaboração musical com a actriz australiana Isabel Lucas, colaboração de nome Lucas/Lukas.  Foi colocado no YouTube o vídeo da canção da nova dupla, "Made for You". No dia 10 de Março, foi revelado que este vídeo era o videoclip de um dos temas do novo disco (Explode) da banda portuguesa The Gift. Foi descrito como apenas uma brincadeira na qual o actor norte-americano e a actriz australiana aceitaram participar, como Joaquin Phoenix fez com o seu "I Am Still Here", como Banksy fez com o seu "Exit through The Gift Shop" ou como Orson Welles fez há algumas décadas. A realização do videoclip para "Made for You" ficou a cargo de Carleton Ranney.